# Eliminatoria a la Eurocopa Sub-18 1988
La Eliminatoria al Campeonato Europeo Sub-18 1988 se jugó entre 1986 y 1987 y contó con la participación de 32 selecciones juveniles de Europa, las cuales definirían a los 8 clasificados a la fase final del torneo continental que otorgaba 6 plazas para la Copa Mundial de Fútbol Sub-20 de 1989.

## Grupo 1
| País             | J | G | E | P | GF | GC | GD  | Pts |
| ---------------- | - | - | - | - | -- | -- | --- | --- |
| Portugal         | 6 | 3 | 3 | 0 | 8  | 3  | +5  | 9   |
| Alemania Federal | 6 | 3 | 2 | 1 | 11 | 6  | +5  | 8   |
| Francia          | 6 | 2 | 2 | 2 | 6  | 5  | +1  | 6   |
| Suiza            | 6 | 0 | 1 | 5 | 2  | 13 | –11 | 1   |

|  | Francia          | 0–0 | Portugal         |
|  | Francia          | 3–0 | Suiza            |
|  | Portugal         | 1–0 | Suiza            |
|  | Suiza            | 0–3 | Alemania Federal |
|  | Suiza            | 1–1 | Francia          |
|  | Alemania Federal | 3–3 | Portugal         |
|  | Portugal         | 2–0 | Francia          |
|  | Alemania Federal | 1–0 | Francia          |
|  | Portugal         | 0–0 | Alemania Federal |
|  | Francia          | 2–1 | Alemania Federal |
|  | Suiza            | 0–2 | Portugal         |
|  | Alemania Federal | 3–1 | Suiza            |

## Grupo 2
| País       | J | G | E | P | GF | GC | GD  | Pts |
| ---------- | - | - | - | - | -- | -- | --- | --- |
| España     | 6 | 6 | 0 | 0 | 21 | 0  | +21 | 12  |
| Italia     | 6 | 3 | 1 | 2 | 15 | 3  | +12 | 7   |
| Luxemburgo | 6 | 1 | 2 | 3 | 5  | 21 | –16 | 4   |
| Malta      | 6 | 0 | 1 | 5 | 3  | 20 | –17 | 1   |

|  | Luxemburgo | 0–4 | España     |
|  | Malta      | 0–4 | Italia     |
|  | Italia     | 0–1 | España     |
|  | Malta      | 2–2 | Luxemburgo |
|  | Italia     | 6–0 | Luxemburgo |
|  | España     | 6–0 | Malta      |
|  | España     | 7–0 | Luxemburgo |
|  | Italia     | 4–0 | Malta      |
|  | España     | 1–0 | Italia     |
|  | Malta      | 0–2 | España     |
|  | Luxemburgo | 1–1 | Italia     |
|  | Luxemburgo | 2–1 | Malta      |

## Grupo 3
| País              | J | G | E | P | GF | GC | GD  | Pts |
| ----------------- | - | - | - | - | -- | -- | --- | --- |
| Noruega           | 6 | 4 | 2 | 0 | 14 | 4  | +10 | 10  |
| Escocia           | 6 | 2 | 3 | 1 | 9  | 8  | +1  | 7   |
| Gales             | 6 | 1 | 2 | 3 | 8  | 13 | –5  | 4   |
| Irlanda del Norte | 6 | 1 | 1 | 4 | 8  | 14 | –6  | 3   |

|  | Noruega           | 0–0 | Escocia           |
|  | Escocia           | 1–1 | Gales             |
|  | Escocia           | 2–2 | Irlanda del Norte |
|  | Irlanda del Norte | 1–2 | Gales             |
|  | Gales             | 0–2 | Noruega           |
|  | Irlanda del Norte | 0–2 | Noruega           |
|  | Noruega           | 5–1 | Irlanda del Norte |
|  | Escocia           | 1–3 | Noruega           |
|  | Noruega           | 2–2 | Gales             |
|  | Gales             | 2–3 | Escocia           |
|  | Irlanda del Norte | 0–2 | Escocia           |
|  | Gales             | 1–4 | Irlanda del Norte |

## Grupo 4
| País      | J | G | E | P | GF | GC | GD | Pts |
| --------- | - | - | - | - | -- | -- | -- | --- |
| Dinamarca | 6 | 3 | 2 | 1 | 9  | 4  | +5 | 8   |
| Polonia   | 6 | 3 | 1 | 2 | 7  | 6  | +1 | 7   |
| Bélgica   | 6 | 2 | 1 | 3 | 6  | 10 | –4 | 5   |
| Islandia  | 6 | 1 | 2 | 3 | 7  | 9  | –2 | 4   |

|  | Bélgica   | 1–1 | Dinamarca |
|  | Dinamarca | 1–1 | Islandia  |
|  | Bélgica   | 0–1 | Polonia   |
|  | Islandia  | 2–3 | Bélgica   |
|  | Islandia  | 0–2 | Dinamarca |
|  | Islandia  | 2–3 | Polonia   |
|  | Polonia   | 0–0 | Islandia  |
|  | Bélgica   | 0–2 | Islandia  |
|  | Dinamarca | 2–0 | Polonia   |
|  | Dinamarca | 3–0 | Bélgica   |
|  | Polonia   | 2–0 | Dinamarca |
|  | Polonia   | 1–2 | Bélgica   |

## Grupo 5
| País                 | J | G | E | P | GF | GC | GD  | Pts |
| -------------------- | - | - | - | - | -- | -- | --- | --- |
| Alemania Democrática | 6 | 3 | 3 | 0 | 13 | 3  | +10 | 9   |
| Suecia               | 6 | 2 | 3 | 1 | 10 | 10 | 0   | 7   |
| Irlanda              | 6 | 1 | 3 | 2 | 4  | 8  | –4  | 5   |
| Finlandia            | 6 | 0 | 3 | 3 | 3  | 9  | –6  | 3   |

|  | Suecia               | 1–4 | Alemania Democrática |
|  | Alemania Democrática | 0–0 | Finlandia            |
|  | Alemania Democrática | 4–0 | Irlanda              |
|  | Finlandia            | 1–3 | Suecia               |
|  | Suecia               | 1–0 | Irlanda              |
|  | Finlandia            | 0–1 | Irlanda              |
|  | Suecia               | 1–1 | Finlandia            |
|  | Finlandia            | 0–3 | Alemania Democrática |
|  | Irlanda              | 2–2 | Suecia               |
|  | Irlanda              | 0–0 | Alemania Democrática |
|  | Irlanda              | 1–1 | Finlandia            |
|  | Alemania Democrática | 2–2 | Suecia               |

## Grupo 6
| País            | J | G | E | P | GF | GC | GD | Pts |
| --------------- | - | - | - | - | -- | -- | -- | --- |
| Unión Soviética | 6 | 4 | 1 | 1 | 15 | 6  | +9 | 9   |
| Rumania         | 6 | 3 | 1 | 2 | 12 | 9  | +3 | 7   |
| Turquía         | 6 | 2 | 1 | 3 | 9  | 16 | –7 | 5   |
| Austria         | 6 | 0 | 3 | 3 | 6  | 11 | –5 | 3   |

|  | Rumania         | 3–1 | Turquía         |
|  | Rumania         | 4–1 | Unión Soviética |
|  | Turquía         | 0–1 | Unión Soviética |
|  | Unión Soviética | 3–0 | Austria         |
|  | Unión Soviética | 2–0 | Rumania         |
|  | Austria         | 2–3 | Turquía         |
|  | Rumania         | 2–1 | Austria         |
|  | Turquía         | 1–1 | Austria         |
|  | Unión Soviética | 7–1 | Turquía         |
|  | Austria         | 1–1 | Rumania         |
|  | Austria         | 1–1 | Unión Soviética |
|  | Turquía         | 3–2 | Rumania         |

## Grupo 7
| País         | J | G | E | P | GF | GC | GD | Pts |
| ------------ | - | - | - | - | -- | -- | -- | --- |
| Países Bajos | 6 | 2 | 3 | 1 | 5  | 3  | +2 | 7   |
| Bulgaria     | 6 | 3 | 1 | 2 | 11 | 10 | +1 | 7   |
| Hungría      | 6 | 2 | 1 | 3 | 11 | 7  | +4 | 5   |
| Albania      | 6 | 2 | 1 | 3 | 3  | 10 | –7 | 5   |

|  | Albania      | 1–1 | Países Bajos |
|  | Países Bajos | 1–1 | Bulgaria     |
|  | Albania      | 1–0 | Hungría      |
|  | Bulgaria     | 4–1 | Hungría      |
|  | Hungría      | 7–1 | Bulgaria     |
|  | Bulgaria     | 4–0 | Albania      |
|  | Hungría      | 0–1 | Países Bajos |
|  | Bulgaria     | 1–0 | Países Bajos |
|  | Albania      | 1–0 | Bulgaria     |
|  | Países Bajos | 2–0 | Albania      |
|  | Países Bajos | 0–0 | Hungría      |
|  | Hungría      | 3–0 | Albania      |

## Grupo 8
| País           | J | G | E | P | GF | GC | GD  | Pts |
| -------------- | - | - | - | - | -- | -- | --- | --- |
| Checoslovaquia | 6 | 5 | 1 | 0 | 11 | 2  | +9  | 11  |
| Yugoslavia     | 6 | 4 | 0 | 2 | 15 | 5  | +10 | 8   |
| Chipre         | 6 | 2 | 1 | 3 | 5  | 14 | –9  | 5   |
| Grecia         | 6 | 0 | 0 | 6 | 2  | 12 | –10 | 0   |

|  | Yugoslavia     | 5–0 | Chipre         |
|  | Checoslovaquia | 2–0 | Grecia         |
|  | Yugoslavia     | 4–0 | Grecia         |
|  | Yugoslavia     | 1–2 | Checoslovaquia |
|  | Grecia         | 1–2 | Yugoslavia     |
|  | Checoslovaquia | 1–0 | Yugoslavia     |
|  | Chipre         | 1–0 | Grecia         |
|  | Chipre         | 0–0 | Checoslovaquia |
|  | Grecia         | 1–2 | Chipre         |
|  | Grecia         | 1–3 | Yugoslavia     |
|  | Checoslovaquia | 5–1 | Chipre         |
|  | Grecia         | 0–1 | Checoslovaquia |